# Antonio Mara

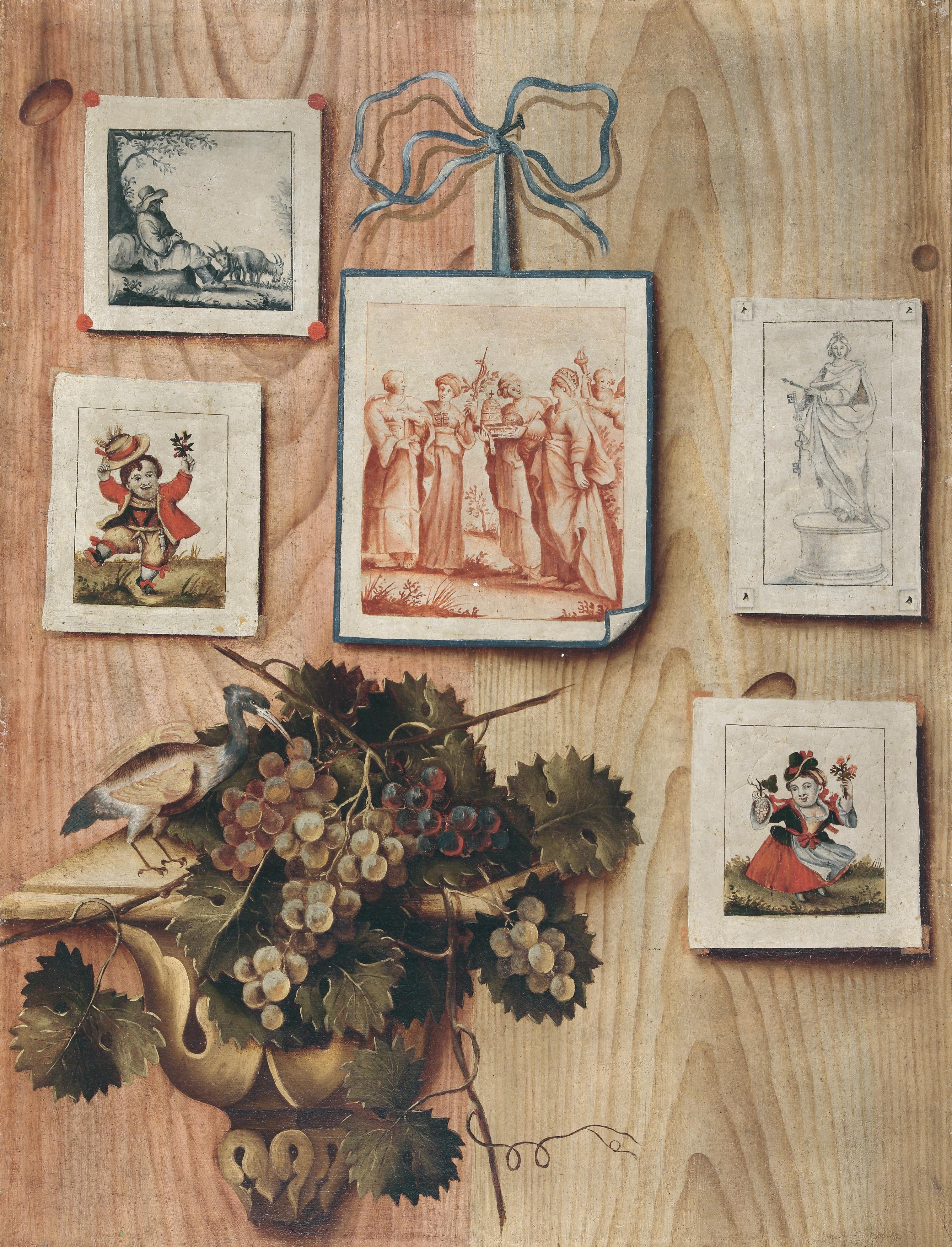
Ein Werk von Antonio Mara: Quodlibet mit „aufgeklebten“ Zeichnungen und Kupferstichen

Antonio Mara, genannt lo Scarpetta (geboren um 1680 in Bergamo; gestorben um 1750 ebenda) war ein italienischer Maler. Wie er zu seinem Spitznamen („Die Pantoffel“) kam, ist ebenso unbekannt, wie seine genauen Lebensdaten. 
Ohne eine eigentliche Ausbildung als Maler begann er als Kopist von Gemälden, insbesondere von Jacques Courtois, von dem es seinerzeit viele in Bergamo gab. Er brachte es darin zu so großer Meisterschaft, dass seine Kopien den Originalen vorgezogen wurden. Später wandte er sich dem trompe-l’œil-Stillleben zu. Seine Spezialität waren auf einer Holztafel befestigte kolorierte Stiche und Aquarelle mit diversen Schreib- oder sonstigen Utensilien in der Art des Samuel van Hoogstraeten und des Cornelis Gijsbrechts, die sich auch noch im gesamten 18. Jahrhundert großer Beliebtheit bei Sammlern erfreuten.
Daneben malte er auch Porträts und Heiligenbilder.